# Zeppo Marx

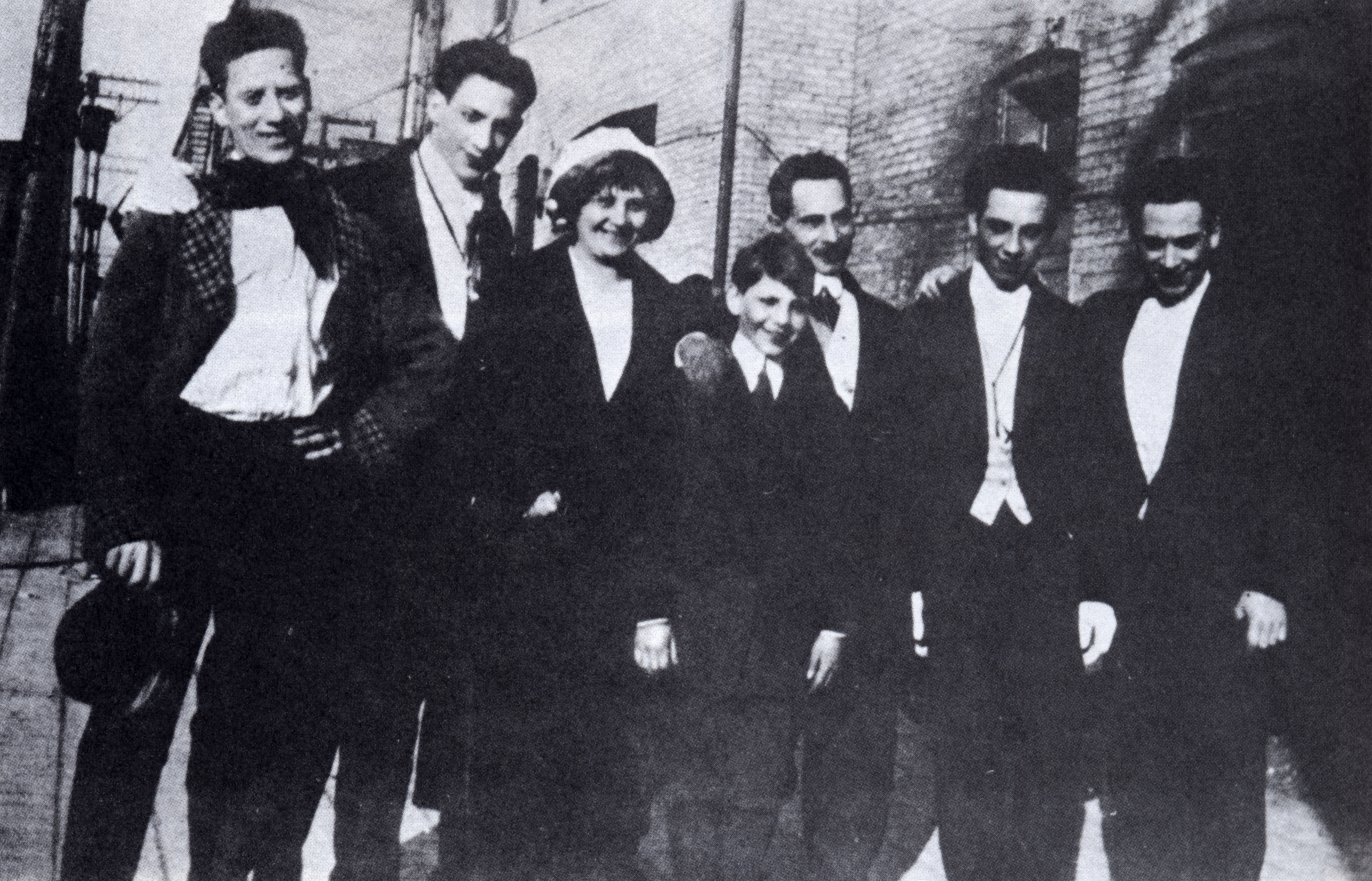
Groucho, Gummo, Minnie (mama), Zeppo, Frenchie (tatăl), Chico şi Harpo. Circa 1913.

Herbert Manfred „Zeppo” Marx (25 februarie 1901 – 30 noiembrie 1979) a fost un actor american de comedie.
Născuți în New York, Frații Marx au fost copii unei familii de evrei imigranți din Germania.

## Filmografie
Cu Harpo, Groucho și Chico:
- Humor Risk (1921)
- Nuci de cocos (1929)
- Biscuiți pentru animale (1930)
- The House That Shadows Built (1931)
- Frații Marx - Agenți secreți (1931)
- Frații Marx la colegiu (1932)
- Supă de rață (1933)

## Legături externe
- Zeppo Marx la Internet Movie Database
- Zeppo Marx la TCM Movie Database
- en Zeppo Marx la Internet Broadway Database
- The Marx Brothers
- "Lydiathetattooedlady.com", a Marx Brothers Fansite Arhivat în 3 iulie 2007, la Wayback Machine.
- "Marman Twin: The Story of Herbert Marx" Arhivat în 18 noiembrie 2008, la Wayback Machine.
- The last interview with Zeppo Marx (August 1979) la Wayback Machine  (arhivat la 26 noiembrie 2004).